# La Reine rouge (web-série)
 (février 2025).
Pour les articles homonymes, voir Reine rouge.
La Reine rouge est une websérie québécoise réalisée par Patrick Senécal en 2011. 
Les 8 épisodes sont réalisés par l'auteur de romans d'horreur québécois Patrick Senécal (4 épisodes), par Olivier Sabino (3 épisodes) et Podz (1 épisode). Ils sont également assemblés en un long métrage de 100 minutes. La Reine rouge est la suite directe du roman 5150, rue des Ormes de Patrick Senécal, racontant l'histoire de Michelle Beaulieu, devenue une tueuse sans merci, prenant la fuite pour refaire une nouvelle vie à la suite des terribles évènements sur la séquestration du jeune Yannick Bérubé et des meurtres perpétrés par son père Jacques Beaulieu. L'action se déroule entre les romans 5150, Rue des Ormes et Aliss.

## Synopsis
Michelle Beaulieu, 17 ans, fille aînée du tueur en série Jacques Beaulieu, commet un geste irréparable à l'endroit du directeur de son école pour se venger. Elle ne veut pas se faire envoyer par ce dernier dans une école pour élèves récalcitrants à cause de son comportement agressif.
Sur le chemin du retour à la maison, des policiers sont déjà présents au 5150, rue des Ormes, la maison où elle a vécu. Son père a été mis en état d'arrestation. Sa mère Maude s'est suicidée et a été transformée en figurine du jeu d'échecs format géant et Anne, sa sœur cadette, a été tuée par balles par son père. Michelle prend la fuite pour éviter les conséquences de son implication entourant la séquestration de Yannick Bérubé.
Durant sa cavale, elle se terre chez son ami Jocelyn Gariépy, change son apparence, mais ne modifie pas sa personnalité morbide et violente. Gariépy entre dans une folie meurtrière et tue ses acolytes avant de tomber sous les balles des policiers. Michelle récidive en tuant une femme qui tentait de la retenir. Elle retourne chez-elle faire ses bagages pour ensuite quitter Montcharles et aller s'exiler. Arrivée dans une autre ville, Michelle se prostitue auprès de Denis Laplante, un psychologue réputé qui tombe amoureux d'elle avant de lui offrir un logement. Michelle se fait une nouvelle amie, Mélanie, au club vidéo où elle a été embauchée sous un faux-nom : Nancy. Malheureusement, son patron l'a démasquée, et elle doit se soumettre à ses conditions afin de ne pas se faire arrêter par la police.
Plus tard, Michelle est agressée sauvagement dans son appartement par deux voyous qui veulent se venger d'elle après qu'elle les a battus à coups de brique peu de temps avant ; une fois à l'abri chez Denis, Michelle découvre la face cachée de ce dernier et décide de l'humilier en pleine réunion. Elle prévoit d'abord d'en finir avec son patron du club vidéo pendant qu'il viole Mélanie à répétition. Elle le tue, puis fait de même à Mélanie, qui a tenté de la dénoncer, en l'étranglant de ses propres mains. En quittant définitivement la ville, Michelle part pour Montréal, mais doit faire un arrêt à Drummondville pour rendre visite à Yannick Bérubé pour accomplir sa vengeance.

## Fiche technique
- Titre original : La Reine rouge
- Création : Patrick Senécal
- Réalisation : Patrick Senécal (4 épisodes), Olivier Sabino (3 épisodes) et Podz (1 épisode)
- Scénario : Patrick Senécal
- Dialogue : Patrick Senécal
- Directeur artistique : Guillaume Couture
- Costumes : Valérie Gagnon-Hamel
- Montage : Christopher Langston, Podz et Philippe Toupin
- Musique : Louis Sédillot
- Production : Olivier Sabino et Martin Berardelli
- Sociétés de production : Oliwood Films
- Pays d'origine :  Québec,  Canada
- Langue originale : Français
- Genre : Dramatique, policier, horrifique
- Durée : 11 à 17 minutes (1h40)

## Distribution
- Véronique Tremblay : Michelle « Nancy » Beaulieu
- Marc Fournier : Denis Laplante
- Marc Beaupré : Jocelyn « Joyce » Gariépy
- Stéphanie Labbé : Mélanie
- Norman Helms : patron du club vidéo
- Dany Turcotte : directeur d'école
- Patrick Senécal : client du club vidéo

## Anecdotes
- La scène où Michelle tue le directeur à l'école secondaire est la seule scène incluse du roman 5150, rue des Ormes avant de passer à la suite inédite de la websérie.

- Michelle Beaulieu et Normand Bergeron, le directeur de la polyvalente sont les seuls personnages qui sont apparus du roman 5150, rue des ormes. Bergeron ne portait pas de lunettes dans la websérie alors qu'il en possède dans le roman. Yannick Bérubé et Jacques beaulieu ne sont pas présents dans la websérie.

- La rue des Ormes se croise avec la rue des Saules dans la websérie. Dans la version du film du roman adapté, elle se croise avec la rue des Érables.

- Michelle commet quatre meurtres dans La Reine rouge. En plus du directeur, elle a défoncé le crâne d'une femme qui tentait de la retenir durant une intervention policière ; Michelle tranche la gorge de son employeur (qui l'a démasquée en raison de la fausse identité de celle-ci) au club vidéo avant d'étrangler sa seule amie Mélanie qui a tenté d'appeler la police pour la dénoncer.